# Oued El Djemaa
Oued El Djemaa (em árabe: وادى الجمعة) (anteriormente Ferry) é uma comuna localizada na província de Relizane, Argélia. De acordo com o censo de 2008, a população total da cidade era de 23 480 habitantes.